# Inga bahiensis
Inga bahiensis är en ärtväxtart som beskrevs av George Bentham. Inga bahiensis ingår i släktet Inga och familjen ärtväxter. Inga underarter finns listade i Catalogue of Life.